# SMSoIP
SMSoIP (acronyme de Short Message System over Internet Protocol, SMS sur IP en français) est la technique de transport des messages courts (SMS/MMS) sur les réseaux mobiles 4G LTE et 5G NR-NSA utilisant les protocoles IP et SIP et le profil IMS pour la voix et les SMS . Elle est utilisée à la fois par la VoLTE et la VoWiFi.
Elle ne doit pas être confondue avec le protocole RCS de messagerie enrichie qui utilise un autre profil IMS et qui est transporté comme du trafic de données sur n'importe quel réseau fixe ou mobile. SMSoIP est seulement une technique de transport des SMS/MMS traditionnels sur les réseaux mobiles entièrement basés sur la commutation par paquet (4G et 5G), elle n'offre aucune fonctionnalité nouvelle pour l'utilisateur.